# 欧洲李
欧洲李是蔷薇科李属的一个栽培种。欧洲李与樱桃李亲缘关系较近，可能从樱桃李驯化而来，也可能源于樱桃李和黑刺李的杂交。

## 亚种
欧洲李有以下常见栽培的亚种：
- 西梅李，即欧洲李原亚种
- 黄香李
- 青梅李
- 乌荆子李，包括布拉斯李、戴姆森李、圣朱利安李

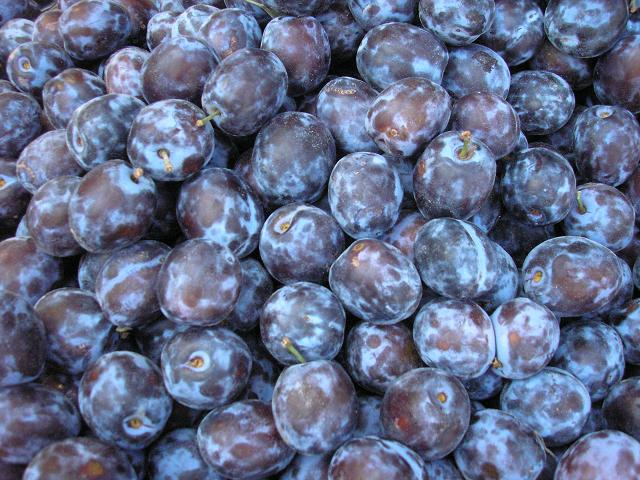
西梅李
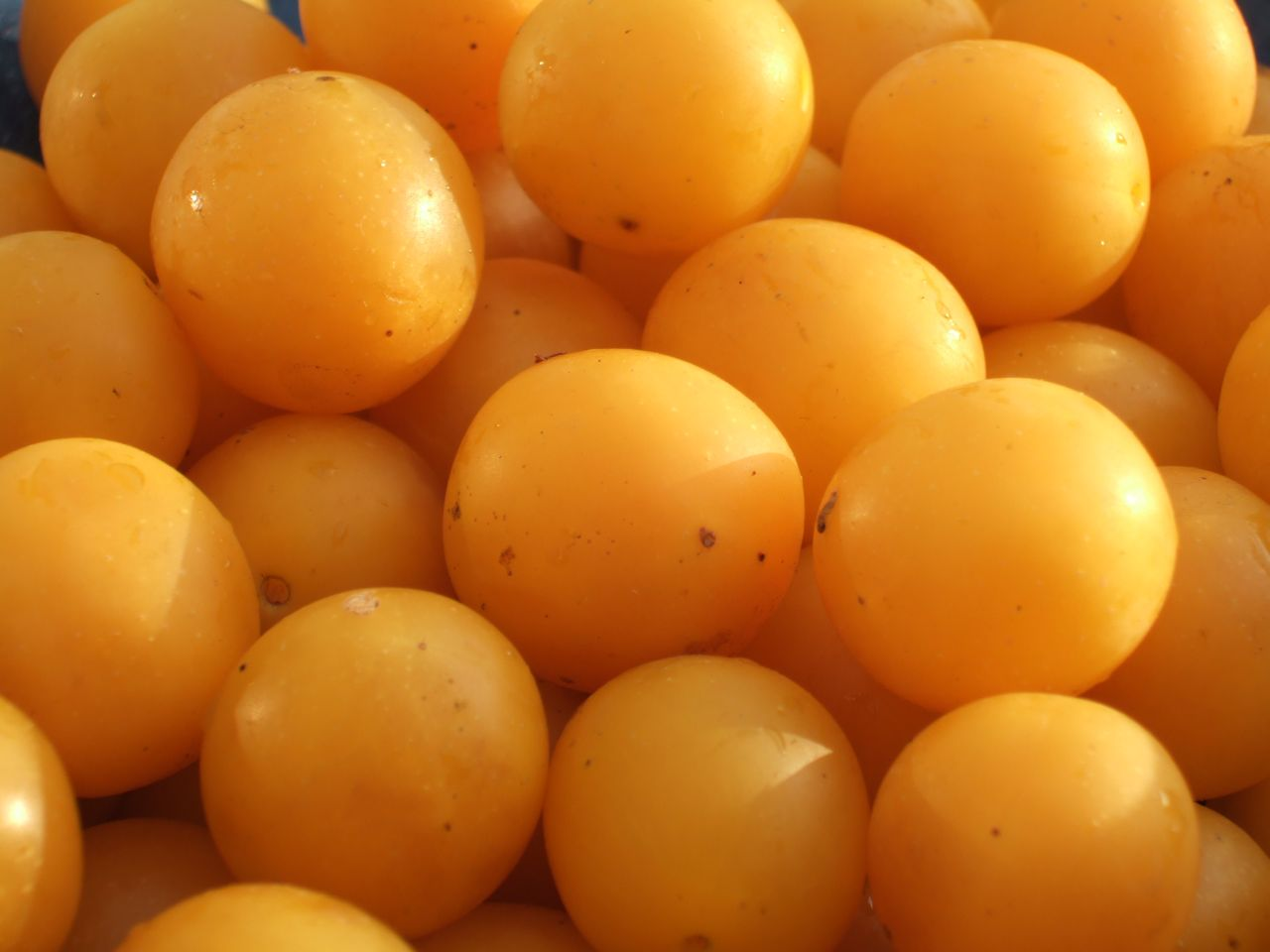
黄香李
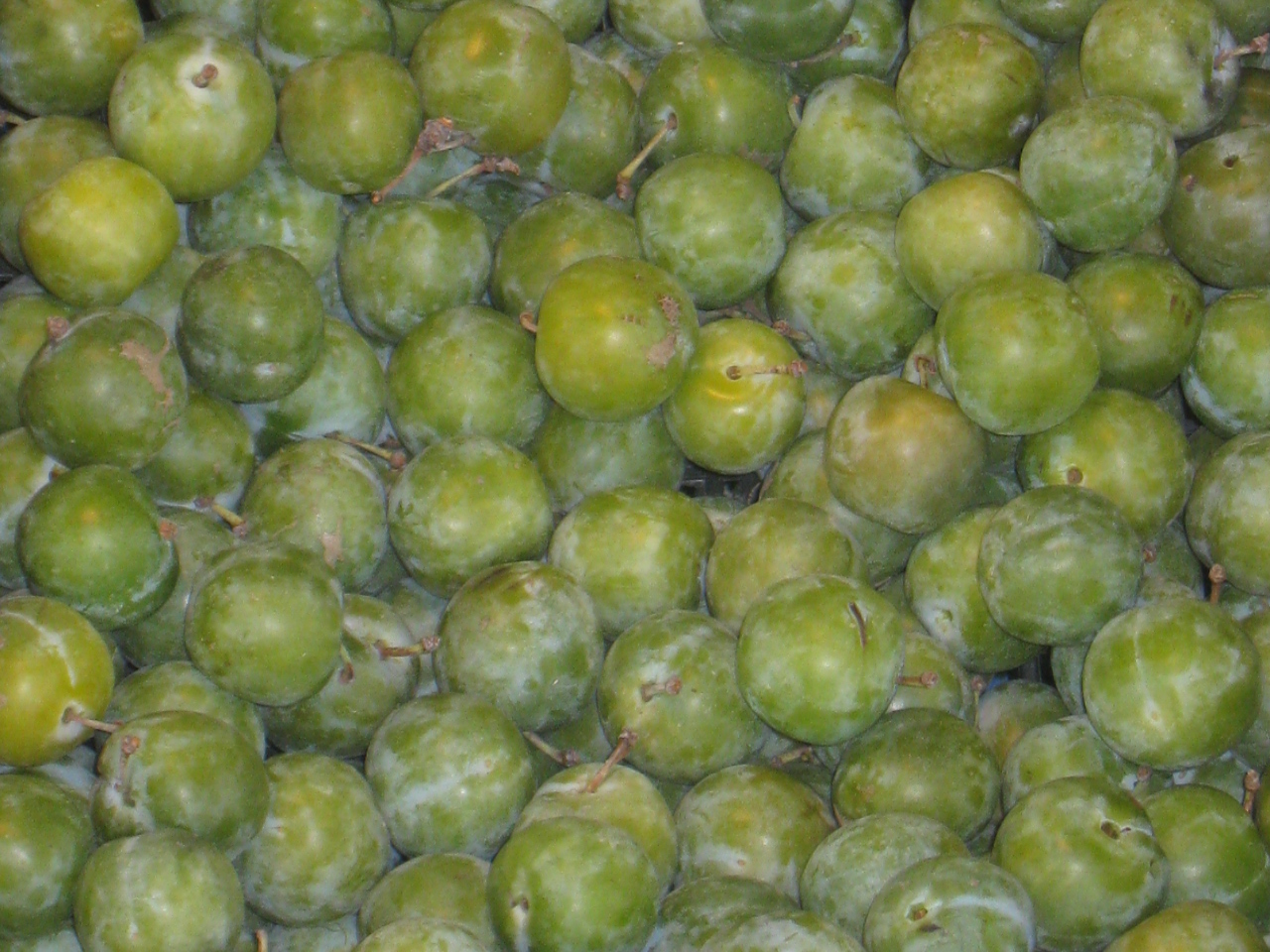
青梅李
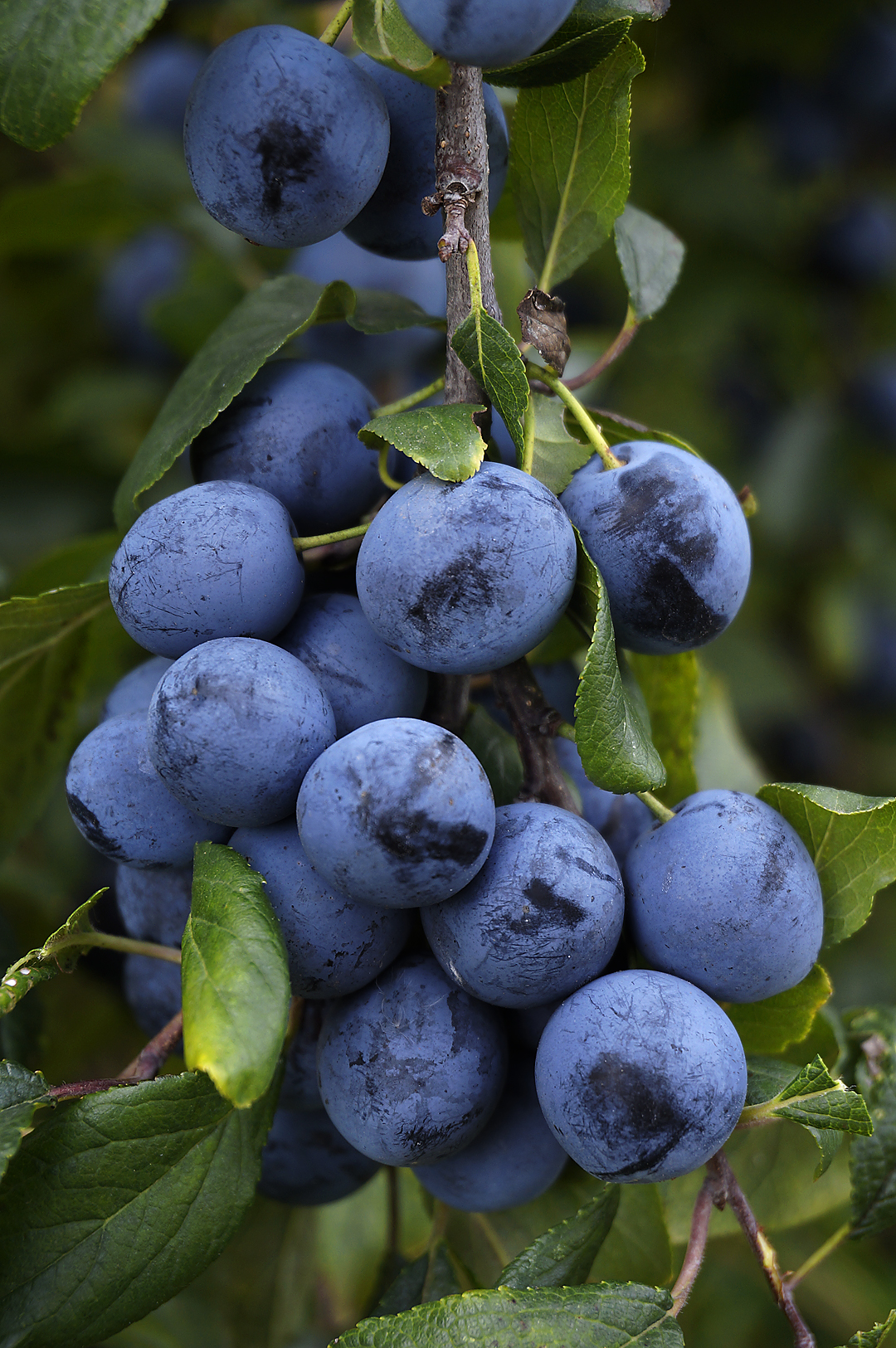
布拉斯李
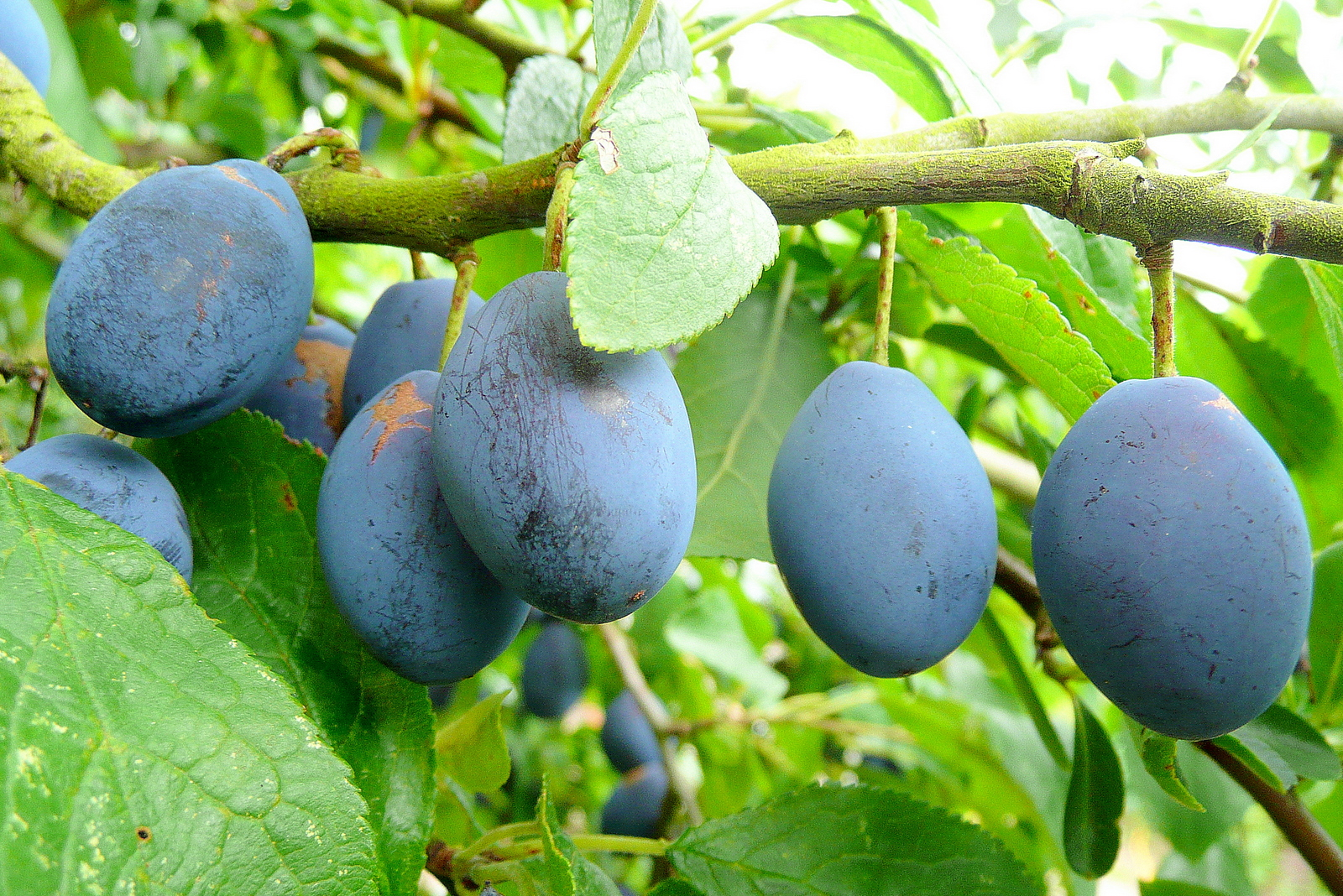
戴姆森李